# Euseius urceus
Euseius urceus är en spindeldjursart som först beskrevs av De Leon 1962.  Euseius urceus ingår i släktet Euseius och familjen Phytoseiidae. Inga underarter finns listade i Catalogue of Life.